# 종이접기의 수학
종이접기에는 상당한 수학적 함의가 있다. 이를 종이접기의 수학이라고 한다. 평면의 종이를 접어서 입체적 표현을 할 수 있는 종이접기 가능성은 수학 방정식으로 나타낼 수 있다.

## 역사
1893년 인도의 수학자 T. 순드라 라오(T. Sundara Rao)는 《종이접기의 기하학 연습》(Geometric Exercises in Paper Folding)을 발간하였다. 그는 이 책에서 종이를 접어 나타낼 수 있는 기하학적 구조물의 사례를 보였다. 유치원에서 이루어지는 종이접기 놀이에 영감을 받아 쓰인 이 책은 각의 대략적인 삼등분 방법을 다루었지만 삼차식을 다룰 수는 없었다. 1936년 이탈리아의 수학자 마르케리타 벨로치(Margharita P. Beloch)는 "벨로치 접기"를 통해 종이접기를 사용하여 일반적인 삼차 방정식의 해를 나타낼 수 있음을 보였다. 이는 훗날 후지타-하토리 공리의 여섯 번째와 동치라는 것이 밝혀졌다.  1949년 R C 예이츠는 《기하 방법론》에서 후지타-하토리 공리의 첫 번째, 두 번째, 그리고 다섯 번째 항 역시 종이접기로 나타낼 수 있다고 서술하였다.  이들 공리는 1989년 자크 저스틴이 발견하였지만, 1991년 후지타 후미아키(일본어: 藤田文章)가 재발견한 것이 널리 알려졌다. 1989년 이탈리아 페라라에서 국제 종이접기 과학 학술 모임이 열렸다.

## 정통 종이접기

### 평면 접기

산과 골의 수 세기

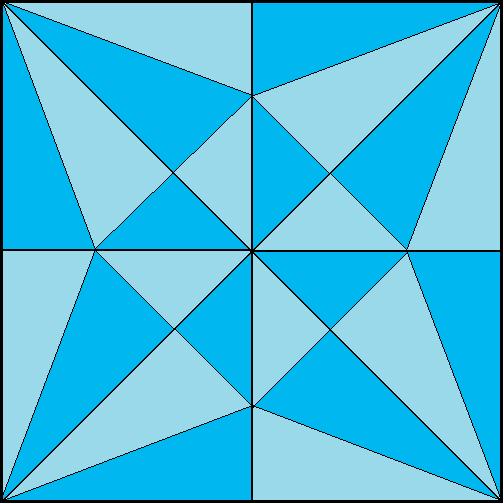
두가지 색으로 나타내기

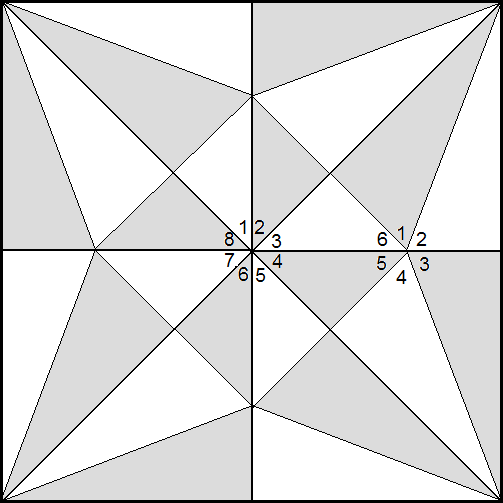
꼭지점을 이루는 각들

종이접기 모형의 구조는 종종 패턴을 만드는 것으로 표현된다. 이러한 패턴을 만드는 것과 관련한 주요한 문제는 주어진 패턴이 평면인 종이를 찢거나 자르지 않고 접을 수 있도록 하는지, 그렇다면 접는 방법은 어떻게 되는지 하는 것이다. 이것은 일종의 NP-완전 문제에 해당한다. 관련된 문제로 직교 접기만을 허용하는 지도 접기 문제가 있다. 접을 수 있는 종이접기를 만드는 패턴에는 세 가지 수학적 규칙이 적용된다.
1. 마에카와의 정리: 모든 산과 골이 만나는 꼭지점의 수는 2의 배수이어야 한다.
이에 따라 접을 수 있는 종이접기 패턴은 모두 두 가지 색으로 칠할 수 있다.
2. 가와사키의 정리: 모든 꼭지점은 그것을 이루는 각을 하나 걸러 하나씩 더했을 때 180도가 되어야 한다. 즉, 꼭지점에서 만나는 패턴은 180도가 되는 세트 두 개로 이루어져 있다.
3. 종이접기 패턴은 다른 패턴을 침범할 수 없다. 즉, 접지 않고 뚫거나 자르는 것은 허용되지 않는다.

종이에 만들어지는 모든 점들은 가우스 곡률 0을 갖고, 접는 선을 통해서만 꺾일 수 있다. 접는 선들로 둘러싸인 면 자체는 곡률이 없다.
마셜 번과 배리 헤이즈는 산과 골을 이루는 패턴이 NP-완전 임을 증명하였다.
《기하학적 접기 알고리즘》에 보다 자세한 연구 결과가 실려 있다.

### 후지타-하토리 공리
입방체의 배적 문제나 각의 3등분과 같은 작도 문제는 컴퍼스와 자만을 이용하여서는 해결할 수 없다는 것이 증명되어 있다. 그러나 종이접기에서는 이러한 것이 해결 가능하다. 종이접기의 접는 선은 4차 방정식의 해를 나타낼 수 있다. 후지타-하토리 공리는 이 분야의 중요한 공리로 한 번 접힐 때마다 생기는 점과 선들의 조합이 4차 방정식에 해당함을 보였다.

## 작도
기하학 원리를 적용한 종이접기 연구의 결과로서, 하가의 정리는 종이접기가 각을 정확히 2등분, 6등분, 13등분 할 수 있음을 보여준다. 다른 정리로는 정사각형의 종이를 접어서 정삼각형, 정오각형, 정육각형 등을 만드는 방법을 보이는 것이 있다. 황금사각형을 만들거나 ISO 216이 규정하는 규격 사각형을 만드는 것도 가능하다.

### 하가의 정리

BQ는 언제나 AP에 대하여 유리수 비율을 이룬다

정사각형의 한 변은 항상 임의의 유리수 비로 분할 될 수 있다. 하가의 정리는 이러한 분할을 사용하여 특정한 작도를 할 수 있음을 보인다. 각의 등분은 매우 간단한 접기만으로도 가능하다. 예를 들어 각의 1⁄5 은 세 번만 접어서 나타낼 수 있다. 두 번 접어서 2⁄3 각을 만든 다음 한 번 더 접어 1⁄5 각이 되게 할 수 있다.
하가의 첫번째 정리는 다음과 같이 나타낼 수 있다.
{\displaystyle BQ={\frac {2AP}{1+AP}}.}
AP와 QC의 길이 변화는 자체 전단사를 이루는 대합 함수이다. AP의 길이를 x라 하면 다른 선분들의 길이는 아래의 표와 같이 x에 대한 함수로 나타낼 수 있다.
| AP                | BQ                                | QC                                 | AR                                   | PQ                                     |
| ----------------- | --------------------------------- | ---------------------------------- | ------------------------------------ | -------------------------------------- |
| {\displaystyle x} | {\displaystyle {\frac {2x}{1+x}}} | {\displaystyle {\frac {1-x}{1+x}}} | {\displaystyle {\frac {1-x^{2}}{2}}} | {\displaystyle {\frac {1+x^{2}}{1+x}}} |
| 1⁄2               | 2⁄3                               | 1⁄3                                | 3⁄8                                  | 5⁄6                                    |
| 1⁄3               | 1⁄2                               | 1⁄2                                | 4⁄9                                  | 5⁄6                                    |
| 2⁄3               | 4⁄5                               | 1⁄5                                | 5⁄18                                 | 13⁄15                                  |
| 1⁄5               | 1⁄3                               | 2⁄3                                | 12⁄25                                | 13⁄15                                  |

### 입방체의 배적

그림과 같이 접으면 PB/PA 의 비율은 가 된다.

종이접기는 삼차 방정식의 해인 세제곱근을 구할 수 있으므로 입방 배적 문제를 해결할 수 있다. 피터 메서는 이에 대한 작도를 선보였다.  정사각형의 종이를 먼저 삼등분 한 다음 그림과 같이 접으면 선분 PA와 PB의 비는 1: {\displaystyle {\sqrt[{3}]{2}}} 가 된다. 물론 고대 그리스의 컴퍼스와 자 작도 규칙에서는 벗어난다.

### 각의 삼등분

각CAB의 삼등분

각의 삼등분은 자와 컴퍼스 작도로는 해결할 수 없는 고전적인 작도 문제이다. 종이접기에서는 삼차 방정식의 해인 세제곱근을 구할 수 있으므로 그림과 같이 하여 각의 삼등분 문제를 해결할 수 있다. 이 작도는 아베 히사시가 선보였다.  그림에서 Q'는 선분 BP'의 절반이다. 이 때, 각CAB에 대하여 각A'AB는 1⁄3이다.

## 관련 문제

미우라 지도 접기를 이용한 사례

강체 접기는 경첩으로 연결된 금속판을 접는 방법을 다룬다. 예를 들어 미우라 지도 접기와 같은 방식은 인공 위성에 장착하는 태양전지 판을 어떻게 효율적으로 접었다 펼칠 것인가를 해결해 준다.
냅킨 접기 문제는 주어진 평면을 그 보다 작은 공간 안에 접어 넣는 문제를 다룬다.
한편, 곡선 종이접기에는 전혀 다른 수학적 문제가 들어있다. 곡선 종이접기는 평평하지 않은 전개 가능 곡면으로 이루어진 종이를 다룬다.
젖은 종이접기는 또 다른 문제들이 놓인 분야이다.
접을 수 있는 최대 횟수 역시 종이접기의 수학에서 다루어지는 주제이다. 매 번 종이를 접을 때마다 접을 수 있는 면이 줄어들게 되므로 손실 함수를 고려해야 한다. 종이접기의 손실 함수는 {\displaystyle L={\tfrac {\pi t}{6}}(2^{n}+4)(2^{n}-1)}로 나타낼 수 있으며, 이 때 L은 종이의 최소 길이, t는 두께, 그리고 n은 접을 수 있는 횟수이다. 브리트니 캘리반(Britney Gallivan)은 2001년 한 장의 종이를 열두번 접을 수 있다고 계산하였다. 이는 일반적으로 알려진 8번 보다 많은 횟수로 그녀는 이를 위해 새로운 접는 방식을 제시하였다.

## 같이 보기
- 플렉사곤
- 릴의 방법(영어판)
- 냅킨 접기 문제(영어판)
- 지도접기(영어판)
- 정규 종이접기 수열(영어판)
- 드래곤 곡선(영어판)

## 참고 문헌
- Demaine, Erik D., "Folding and Unfolding", PhD thesis, Department of Computer Science, University of Waterloo, 2001.
- Haga, Kazuo (2008).  Fonacier, Josefina C; Isoda, Masami, 편집. 《Origamics: Mathematical Explorations Through Paper Folding》. University of Tsukuba, Japan: World Scientific Publishing. ISBN 978-981-283-490-4.
- Lang, Robert J. (2003). 《Origami Design Secrets:  Mathematical Methods for an Ancient Art》. A K Peters. ISBN 1-56881-194-2.